# 包道乙
包 道乙（ほう どういつ）は、中国の小説で四大奇書の一つである『水滸伝』の登場人物。
第117回に登場する人物。代々金華山に住み、幼少の頃に出家して邪道の術を学ぶ。のちに方臘にしたがって謀叛をおこし、戦陣に立てば必ず妖術を使って相手を倒した。また玄元混天剣 という宝剣を使い、これを術で飛ばせば百歩はなれた相手を討つことができる。方臘をたびたび助けたことから、霊応天師（れいおうてんし）と敬われている。弟子に鄭彪がいる。使用する妖術は、鄭彪の頭上に金甲の神人を呼び出すもの、辺り一帯を暗闇にして天地を揺るがし、敵の周囲に巨漢を出現させて取り押さえるものがある。
なお、方臘の乱に付き従った仇道人という実在の人物がモデルである。

## 生涯
包道乙は、宋軍迎撃の令旨を受けた殿帥太尉・鄭彪の推挙で、清渓洞の皇居の方臘に拝謁する場面で初めて登場する。
参内した包道乙は、「睦州に出現した宋軍を、天師の道術で撃退してくれ」と言う方臘からの旨を快く引き受け、歓待の宴の後、殿帥府にて弟子・鄭彪と夏侯成と協議して軍をおこす相談をする。そこへ司天大監・浦文英が包道乙に凶兆の出現と出陣の中止、降伏の進言を勧めるが、それを聞いて大いに怒り、浦文英を一刀のもとに斬り捨てた。
直後、鄭彪を先鋒に、自らは中軍に、夏侯成が殿軍を受け持って睦州救援に進発。先行した鄭彪は、迎撃に来た宋軍の王英と扈三娘を妖術で討ち取り、さらに進軍して宋江と交戦する。ところが鄭彪は、歩兵軍三頭領の猛攻に逆に敗走させられ、中軍の包道乙はそれを悟るや妖術を使って宋軍を撃退しようとするが、突如として術が何者かの手で破られさらに鄭彪が敵の援軍と遭遇してしまう。異変を察知した包道乙は、すぐさま二将に攻められている弟子の救援に向かい、鄭彪と交戦していた武松に玄元混天剣を飛ばして武松の左腕を皮一枚残して斬り、出血で昏倒させた。一方、鄭彪は歩兵三頭領と交戦するが、再び逃走して谷川に逃げ込んだ。この時味方の兵が、追走する歩兵頭領の項充と李袞を討ち取り、その日は両軍退却する。この戦いで夏侯成は魯智深とともに消えてしまうが、鄭彪が結果的に四将を討ち、包道乙が武松を再起不能に追いやり、南軍全体で交戦した宋軍の一割を討ち果たす戦果を挙げた。
その日、睦州城に入城した包道乙は右丞相・祖思遠たちと今後のことを話し合い、鄭彪が牙将十数名とともに城外で宋軍を迎え撃ち、包道乙がそれを城壁の上で術を用いて援護することになる。翌日、宋軍は城下で南軍と相対し、鄭彪は宋軍から馬を進めた関勝と一騎討ちを繰り広げるが、渡り合うこと数合、関勝の精妙な刀術の前に次第に鄭彪は追い詰められていく。弟子の窮地を見とめるや包道乙は口訣を唱えてふっと息を鄭彪に向けて吹きつけると、鄭彪の頭上から一筋の黒気とともに降魔の宝杵を持った金甲の神人が現れ、関勝に打ちかかって行く。それを見た宋軍の樊瑞が法を行ない、宋江も天書に記された風を回し（かえし）暗（やみ）を破る密呪の秘訣を唱えた。すると、関勝の頭上に白雲が捲き起こりその中から黒龍に乗った天将が現れ、神人と天将がすぐさま打ち合いを始め、鄭彪と関勝も引き続き斬り合いをつづける。術と術、将と将の激戦の末、頭上で天将が神人を打ち破った瞬間、鄭彪もまた関勝に斬り倒された。城上に座っていた包道乙は、自身の術の消滅と弟子の死を目の当たりにして、戦慄して立ち上がったその瞬間、宋軍の陣中より凌振が放った轟天砲の一弾が包道乙に命中し、木っ端微塵に爆死した。